# EMPE
EMPE je česká softwarová firma se sídlem v Šumperku. Od roku 1990 se zabývá tvorbou výukových programů pro žáky základních a středních škol. Od roku 1991 se také vydává soubory pracovních výukových listů.

## Historie
Koncem roku 1990 začal firma dodávat vlastní software a učební pomůcky. Školám začaly být dodávány výukové programy pro 8bitové počítače PMD-85-2 a Consul 2717 (nazývaný též „Zbrojováček“). Téměř polovina škol, které měly instalovány učebny vybavené těmito počítači s řídicím počítačem doplněným o 8″ později 5,25″ disketovou jednotku v Česku i na Slovensku, užívala její výukový software Dictionary.[zdroj?] Jednalo se o výukový, procvičovací a testovací program doplněný o databázi různých výukových problematik z matematiky, fyziky, českého jazyka, zeměpisu. Program byl dodávaný na disketách výše uvedených rozměrů.
V roce 1995 byly programy přepracovány pro operační systém MS-DOS na PC a od roku 1996 pro operační systém Windows a distribuovány na disketách 5,25″, posléze 3,5″. Také došlo k dokončení dalších programů na celkový počet devět.
Výrazný kvalitativní posun přišel v roce 1999, kdy byly všechny výukové programy ozvučeny, byl vytvořen hlavní spouštěcí panel a dvě jednoduché didaktické hry. Vše bylo pak distribuováno na jednom společném CD.
Následující roky pak docházelo jen k drobnějším úpravám a vylepšením. Kolem roku 2000 byla společnost EMPE jedním ze dvou významnějších českých dodavatelů výukového software, spolu s firmou Terasoft.
Nutné radikální úpravy se všechny programy dočkaly až v roce 2012. S nástupem 64bitového operačního systému Windows byly programy přepracovány z 16bitové verze na 32bitovou verzi, která na těchto nových Windows byla funkční. Programy byly distribuovány na DVD.

## Produkty
Výukové programy pro matematiku a český jazyk (11 modulů různých úrovní).
Pracovní listy pro matematiku, český jazyk, biologii, fyziku a pracovní výchovu (jedenáct souborů různých úrovní).